# Fidel Kröner
Fidel Kröner (* 11. April 1839 in Levis in Feldkirch; † 12. April 1904 ebenda) war ein österreichischer Steinmetz und Baumeister. 
Kröner erlernte den Beruf eines Steinmetz, erhielt im Jahre 1869 die Gewerbebewilligung und errichtete im Jahre 1876 in Feldkirch eine Steinmetzwerkstätte. 1872 und 1879 arbeitet Kröner als Steinmetz an der Domkirche Hl. Nikolaus in Feldkirch.

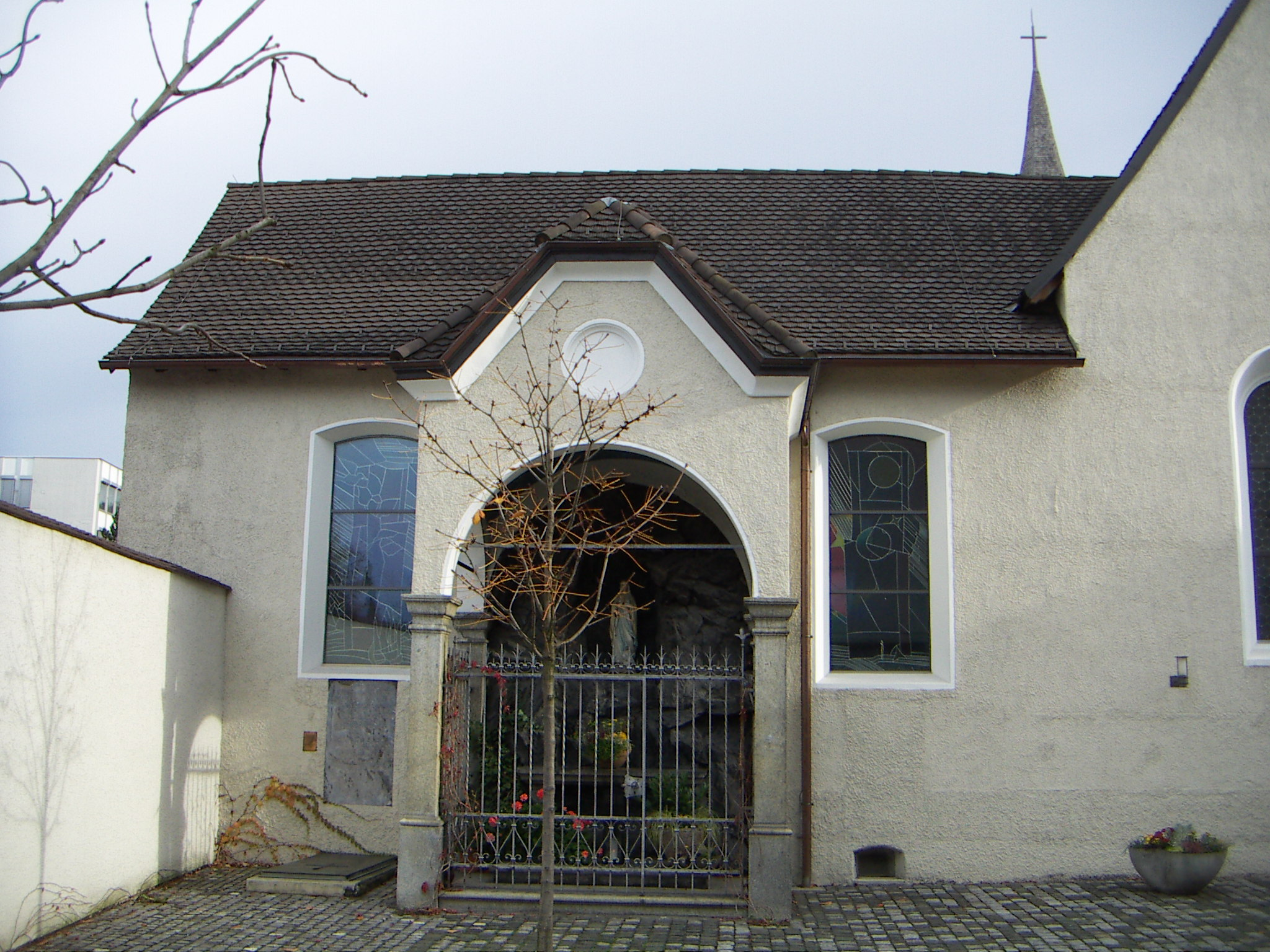
Rundbogenarkade mit Lourdesgrotte an der Fideliskapelle, Kapuzinerkloster Feldkirch

## Werke
- 1875–1876: mit Baumeister Franz Josef Weiß: Pfarrkirche Weiler zum Heiligsten Herzen Jesu, Pläne von Friedrich von Schmidt
- 1882–1883: Kuratienkirche Meschach hl. Wolfgang, Pläne von Karl Holzhammer, in Meschach in Götzis
- 1884–1886: Pfarrkirche Feldkirch-Altenstadt Hll. Pankratius und Zeno, Pläne von Clemens Steiner
- 1886–1888: Pfarrkirche Frastanz hl. Sulpitius, Pläne von Friedrich von Schmidt, Bauleitung von Anton Gamperle
- 1890–1891: Pfarrkirche Kennelbach hl. Josef, Pläne und Ausführung
- 1890–1892: Pfarrkirche Egg hl. Nikolaus, Pläne von Anton Gamperle
- 1892: Pfarrkirche Laterns hl. Nikolaus, Erweiterung der Kirche nach Plänen von Johann Marggraff
- 1892–1893: Pfarrkirche Silbertal Hll. Josef und Nikolaus, Pläne von Friedrich von Schmidt
- 1893–1895: Pfarrkirche Warth am Arlberg hl. Sebastian, Pläne und Ausführung

Pläne, die postum ausgeführt wurden:
- 1906: Rundbogenarkade mit Lourdesgrotte beim Kapuzinerkloster Feldkirch
- 1908: Expositurkirche Innerlaterns Mariahilf